# North West of Ireland Open
Het North West of Ireland Open was een golftoernooi van de Europese PGA Tour van 1999 t/m 2002.
Voor Costantino Rocca was dit de laatste overwinning op de Europese Tour, voor Adam Mednick de eerste. Eerder behaalde hij vijf titels op de Europese Challenge Tour. Zijn derde ronde was doorslaggevend, na 13 holes werd het toernooi gestopt vanwege de rampzalige weersomstandigheden. Hij stond nog level par en maakte zondagochtend de ronde af met een score van 69, waarmee hij achter Massimo Florioli op de tweede plaats kwam. Van alle spelers hadden slechts vijf spelers een score onder par voor het hele toernooi.
| Jaar                                    | Baan                                     | Winnaar                      | Score                        | Prijzengeld                  |
| West of Ireland Golf Classic            | West of Ireland Golf Classic             | West of Ireland Golf Classic | West of Ireland Golf Classic | West of Ireland Golf Classic |
| --------------------------------------- | ---------------------------------------- | ---------------------------- | ---------------------------- | ---------------------------- |
| 1999                                    | Galway Bay Golf & Country Club           | Costantino Rocca             | 276 (-12)                    | € 356.516                    |
| Buzzgolf.com North West of Ireland Open |                                          |                              |                              |                              |
| 2000                                    | Slieve Russell Hotel Golf & Country Club | Massimo Scarpa               | 275 (-13)                    | € 353.857                    |
| North West of Ireland Open              |                                          |                              |                              |                              |
| 2001                                    | Slieve Russell Hotel Golf & Country Club | Tobias Dier                  | 271 (-17)                    | € 357.560                    |
| 2002                                    | Ballyliffin Golf Club                    | Adam Mednick                 | 281 (-7)                     | € 358.517                    |